# Franz Haböck
Franz Haböck (* 23. April 1868 in Hall; † 16. Dezember 1921 in Wien) war ein österreichischer Musikpädagoge.

## Leben
Franz Haböcks Vater war ein höherer Postbeamter. In seinem kulturaffinen Elternhaus in Oberösterreich wurden die Kammermusik gepflegt und Gäste wie die Schriftsteller Otto Prechtler und Franz Stelzhamer und der Opernsänger Josef Tichatschek empfangen. Der junge Franz Haböck sang im Knabenchor des Stiftes Kremsmünster. Er besuchte das Stiftsgymnasium Seitenstetten und maturierte am Gymnasium in Ried im Innkreis. Auf Wunsch seines Vaters begann er in Wien Medizin zu studieren. Während seines Studiums trat er als Bariton auf. Haböck gab 1893 sein Medizinstudium auf und widmete sich vollends der Musik. Er studierte nunmehr am Konservatorium der Gesellschaft der Musikfreunde in Wien. Zu seinen Lehrern zählten Johann Nepomuk Fuchs, Robert Fuchs und Josef Labor. Er schloss seine Ausbildung am Konservatorium 1898 mit Auszeichnung ab. Anschließend vollendete er seine Gesangsausbildung bei Julius Hey in München.
Haböck fand zunächst Arbeit als Assistent und Korrepetitor des Musikpädagogen Josef Gänsbacher. Als Gänsbachers Nachfolger wurde er 1899 Gesangslehrer am Konservatorium der Gesellschaft der Musikfreunde, ab 1905 mit dem Titel Professor. Er heiratete 1907 Martina von Kink, die jüngere Tochter des Handelskammerpräsidenten und Abgeordneten Julius Ritter von Kink. Martina Haböck promovierte 1909 an der Universität Wien in Mathematik zum Doktor der Philosophie. Franz Haböck war die treibende Kraft hinter der Verstaatlichung des Konservatoriums und dessen Umwandlung in die k.k. Akademie für Musik und darstellende Kunst im Jahr 1909. Später setzte er sich für eine Weiterentwicklung der Akademie zur Hochschule ein. Er reformierte das System der Staatsprüfungen und verbesserte die Musiklehrerausbildung. Haböck plante die Einführung von Kursen und Vortragsreihen an der Akademie, die sich an die musikinteressierte Öffentlichkeit wandten. Das Konzept wurde unter der Leitung von Alexander Wunderer umgesetzt. Zu den Vortragenden zählten unter anderen Max Graf, Eusebius Mandyczewski, Franz Joseph Moser, Karl Stiegler und Richard Stöhr.
Franz Haböck war Vorstandsmitglied des Wiener Tonkünstlervereins und des österreichischen musikpädagogischen Reichsverbands sowie Mitglied der österreichischen Gesellschaft für experimentelle Phonetik. Beim ersten österreichischen musikpädagogischen Kongress, der im Mai 1911 in Wien stattfand, wirkte er als einer der beiden Vizepräsidenten des Exekutivkomitees. Zu seinen Lebzeiten veröffentlichte Haböck eine Schrift zu den physiologischen Grundlagen des altitalienischen Gesangs und brachte Gesangsschulen von Luigi Lablache und Peter von Winter neu heraus. Das Erscheinen seines umfangreichen Hauptwerks zum Gesang der Kastraten, an dem er jahrzehntelang gearbeitet hatte, erlebte er nicht mehr. Die Fertigstellung und Herausgabe von Die Kastraten und ihre Gesangskunst erfolgte sechs Jahre nach seinem Tod durch seine Witwe Martina Haböck.

„Der letzte Glanz dieser eigenartigen Sängergattung ruht auf dem noch immer stimmgewaltigen Professor Alessandro Moreschi […]. Ich hatte schon bei früheren mehrmaligen Aufenthalten in Rom Gelegenheit, den Kastratengesang zu hören, besonders eingehend befaßte ich mich aber zu Ostern 1914 mit dem Studium der Stimme Moreschis […]. Alessandro Moreschis Stimme überragt trotz seiner vorgerückten Jahre alle übrigen Kapellsänger, darunter vorzügliche Tenor- und Baßstimmen, weit an Glanz und Kraft. Wenn seine Stimme im crescendo sich über den Chor hinaushebt, übertönt er die mitsingenden Knabensoprane so gänzlich, wie ein Scheinwerfer kleine Wachslichtchen überstrahlt. Der Charakter von Moreschis Stimme ist vom weiblichen und männlichen Stimmklange sehr auffällig verschieden. Am ehesten könnte man von ihr sagen, sie sei im Jünglingsalter zwischen Knabenstimme und Tenor stehen geblieben und habe einen überirdischen Zauber jugendlicher Reinheit und Frische behalten. […] Moreschis Stimme kann man nur mit der Klarheit und Reinheit des Kristalls vergleichen. Die absolute Gleichmäßigkeit und Gleichfarbigkeit seiner Töne, die ungemein mächtig, hell, durchsichtig, süß, aber doch anders wie Frauenstimmen, aber auch anders wie Knabenstimmen klingen, die vollkommene Mühelosigkeit, welche man bei seiner von unerschöpflicher Atemkraft beherrschten Stimmgebung physisch mitempfindet, erweckte in mir die zwingende Vorstellung des herrlichsten Blasinstrumentes, das je durch den menschlichen Odem Beseelung fand. Dieses quellende Ansteigen im crescendo, dieses fast ohne jede Einbuße an belebter Tonfülle einem Akzent auf dem Höhepunkt des messa di voce folgende Verklingen des Tones, das sich eigentlich bloß zu einem endlosen, ruhigen, kaum merklich abnehmenden tenuta la voce zu wandeln scheint, habe ich sonst nie von einem Sänger oder Instrumentalisten gehört; einem Oboisten oder einem Trompeter wäre ähnliches vielleicht am ehesten möglich. Moreschis Stimme muß in ihrer Blütezeit nach der Höhe zu mindestens bis zum d’’’ oder e’’’gereicht haben, da beispielsweise die Partie des Seraphs in Beethovens ‚Christus am Ölberge‘, welche er mit 25 Jahren sang, diese Töne […] fordert. Seit Jahren erstreckt sich aber der Umfang seiner Stimme nur mehr von a–g’’. Die Töne im Zentrum der Stimme zwischen f’ und d’’ waren 1914 noch von einer Schönheit und Wucht, die man sich kaum vorstellen kann, wenn man sie nicht gehört hat.“

Franz Haböck starb 1921 im Alter von 53 Jahren. Er wurde am Wiener Zentralfriedhof bestattet.

## Schriften
- Die physiologischen Grundlagen der altitalienischen Gesangschule. Schuster & Löffler, Berlin 1909.
- Die Kastraten und ihre Gesangskunst. Eine gesangsphysiologische, kultur- und musikhistorische Studie. Deutsche Verlagsanstalt, Stuttgart 1927.

## Ehrungen
- Ritterkreuz des Franz-Joseph-Ordens (1918)[22]
- Berufstitel Regierungsrat (1921)[5]
- Straßenbenennung des Haböckwegs (1955) bzw. der Haböckgasse (1973) in Wien-Inzersdorf[23]